# شعار الكويت
شعار الكويت ظهر قبل استقلال الكويت من بريطانيا.
وقد اعتمده الشيخ عبد الله السالم الصباح في 22 يناير 1956، ويتكون الشعار من قاعدة زرقاء سماوية تشبه الترس تبدو في نصفها السفلي أمواج البحر الفضية الزرقاء، وتعلو الأمواج سفينة بوم كويتية باللون الطبيعي وفوق القاعدة في الوسط خوذة عليها صقر مرتفع الجناحين اللون الطبيعي وخلف القاعدة علمان كويتيان متقاطعان.
يعد هذا الشعار هو الثالث في تاريخ الكويت، حيث ألغي الشعار الأول الذي اعتمد في عام 1921، وألغي الشعار الثاني الذي اعتمد في 1940، وقد بقي هذا الشعار حتى عام 1963 عندما قرر مجلس الوزراء بأن يعتمد شعار يمثل صقرا متحضنا سفينة بوم مستقرة فوق الأمواج البيضاء والزرقاء تخليدا لماضي الكويتي البحري القديم.

## أجزاء الشعار
يتكون الشعار من عدة أجزاء والتي ترمز إلى ماضي الحضارة الكويتية:
- البوم: سفينة كويتية، ترمز إلى تاريخ الكويت والغوص على اللؤلؤ.
- الصقر: طائر يُميز دول الخليج العربي ويهاجر إلى شبه الجزيرة العربية في غرب آسيا، لذلك يعد الصقر إحدى الرموز المهمة في الحضارة الكويتية.
- علم الكويت: رمز الوطن.
- البحر: يرمز إلى الخليج العربي حيث أن الكويت دولة آسيوية ساحلية تطل على الخليج العربي قرب الحدود البحرية مع العراق وإيران شمالاً، ومع السعودية جنوباً.

## قائمة صور شعارات الكويت

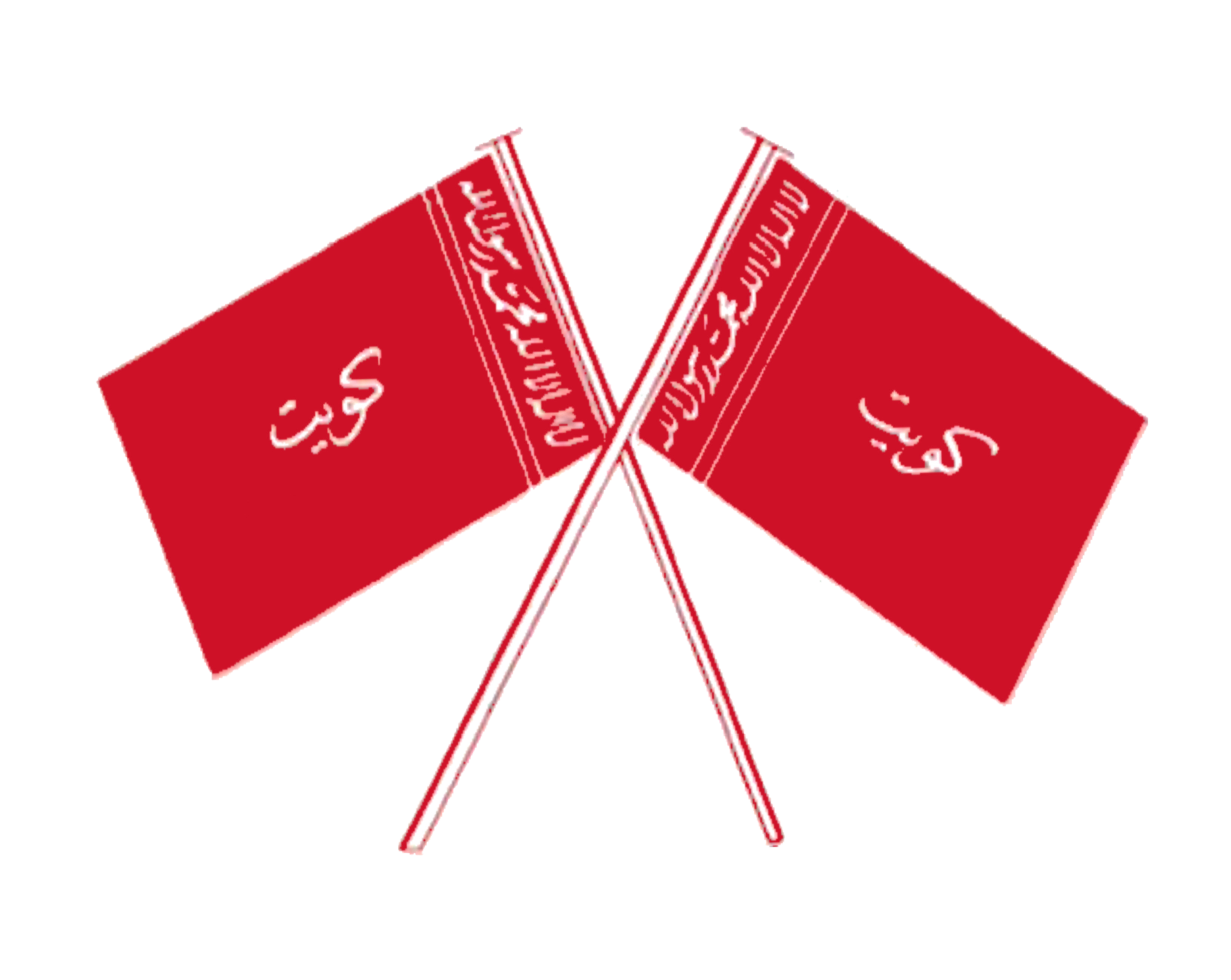
شعار الكويت 1940-1921
شعار الكويت 1940–1956
شعار الكويت 1962-1956